# Manman Dilo
Manman Dlo (en français "la mère des eaux") est une créature légendaire créole qui appartient au folklore guyanais. Il s’agit de l’équivalent en Guyane de la sirène.

## Étymologie
Manman Dilo en créole guyanais, qui signifie Mère des Eaux (ou bien même Reine des Eaux selon certaines règles de traduction du créole) en français viendrait de la légende africaine de Mami Wata.

## Description
Transmise au fil des siècles par des comptes et récits, la figure mystique de Manman Dilo, dite "Mère des Eaux", incarne l'une des légendes urbaines des plus connues en Guyane.

### Léjand Lagwiyann
"Selon la légende, Manman Dilo laisserait son peigne sur le rocher Arrouague au bord de la rivière Iracoubo. Seule la personne qui trouverait le peigne peut la voir et tomberait follement amoureux d’elle. Il est même dit que l’on peut la voir dans nos rêves et qu’elle promettrait réussite, chance et fortune. Manman Dilo est la seule à choisir à qui le peigne est destiné, en échange, elle exigerait des rendez-vous amoureux à la lueur de certaines lunes. Faute de quoi, elle vous enlèverait, et vous entraînerait dans les profondeurs de la rivière."
Cette divinité des eaux, semblable au Maskilili une divinité de la forêt, a longtemps été considéré comme l'un des gardiens mystiques qui seraient intervenue dans certains épisodes tragiques des tentatives de colonisation, entre autres pour la commune de Mana. Manman Dilo vivrait dans une grotte proche du village qu'elle peuple des personnes arrachées à la surface. [...] La sirène demeure ce "monstre" des eaux, séduisant et aussi redoutable que les Harpies.
"Les deux histoires qui vous sont racontées, m’ont été relatées par des anciens de Roura. Selon eux Manman Dilo n’est point une légende, elle existe vraiment et ils l’ont vu. Leurs témoignages, leurs récits, indiquent un contexte autre que celui d’aujourd’hui. A cette époque il y avait un banc de sable pas loin du lieu dit en bas Dégrad à Roura, ainsi qu’un autre banc de sable ; près de l’embouchure du Mahury, plus exactement en dessous du pont actuel qui relie le Bourg de Roura à Matoury. Les eaux n’étaient point polluées comme aujourd’hui et l’habitat de Manman Dilo n’était pas envahie par les déchets rejetés par les humains ou les innombrables bruits de moteurs. L’homme vivait à l’époque en harmonie avec la nature."

#### La rencontre entre Jean et Manman Dilo
Un soir de clair de lune Jean décida d’aller prendre un bain nocturne en bas Dégrad avec son ami Joseph. La lune brillait d’un tel éclat que les deux jeunes gens se dirent qu’ils ne pouvaient pas rater ça d’autant plus que la marée était montante. Ils n’avaient cure des recommandations faites par leurs mères respectives. L’histoire de Manman Dilo était une invention des anciens pour les empêcher d’aller prendre un bain de minuit.
Ils se donnèrent donc rendez-vous au pied de l’église de Roura. Jean et Joseph, heureux de se rencontrer, riaient à gorge déployée trop contents d’avoir réussi à échapper à la vigilance des parents. Ils dévalèrent la pente, mais au fur et à mesure qu’ils se rapprochaient de la rivière, ils aperçurent au loin la silhouette d’une belle femme amérindienne assise sur le banc de sable. Seuls, son doux visage et son torse étaient visibles. Elle avait une longue chevelure qui lui arrivait aux fesses. On ne voyait pas ses jambes, c’était comme si elles étaient cachées par quelque chose. Joseph eut un mouvement de recul, cette femme l’intriguait.
Il voulut renoncer au fameux bain de minuit et rebrousser chemin, mais Jean le persuada du contraire. Âgé d’une quinzaine d’années, Jean avait déjà la réputation d’un coureur de jupons et il s’en vantait allègrement.
Cette jeune femme qui paraissait avoir une vingtaine d’années, l’attirait. Il souhait se rapprocher d’elle. Malgré les supplications de Joseph, Jean avança lentement jusqu’au " chenal " connu pour sa profondeur. Puis, il disparut brusquement et Joseph vit la jeune femme plonger dans l’eau. Elle avait une longue queue de poisson, c’était Manman Dilo. Effrayé, il s’enfuit pour aller chercher du secours.
La suite, c'est Jean lui-même qui la raconta. Tandis qu'il s'enfonçait dans l'eau alors qu'il savait nager, il sentit qu'une personne l'attirait vers elle et l'entraînait dans une grotte apparemment située sous l'église. C'était la demeure de Manman Dilo, elle semblait briller de mille feux. Contrairement aux dires des autres, c'était une femme avenante, gentille qui était en face de lui. Elle le fascinait par sa beauté. Il ne se souvenait guère des propos tenus, la seule chose qu'il retenait, c'est qu'elle lui avait demandé de choisir entre de la viande et du poisson et, qu'il lui avait rétorqué qu'il préférait le poulet fricassé de sa maman au poisson. Elle lui avait souri. Ensuite, elle lui proposa de le ramener en bas Dégrad. C'est sur le chemin du retour qu'il eut conﬁrmation que la grotte se trouvait sous l'église.

Près du débarcadère, elle l'abandonna et le laissa rejoindre la rive à la nage. Il aperçut Joseph, sa mère éplorée ainsi que plusieurs personnes qui s'apprêtaient à effectuer des recherches et à retrouver son corps. Depuis, ce jour Jean disait à qui voulait bien l'écouter " mo wè Manman Dilo ké mo dé wèy, a pa roune léjand a vrè 
Un soir, tandis que Théophilia dormait d’un sommeil profond, elle ﬁt un rêve étrange une belle femme amérindienne lui offrait un peigne orné de belles pierres et qui semblait briller de mille feux. Elle lui dit « a pou to, mè panga si to bay rot moune mo peigne » « Lô to ké mouri mo ké vini pren’l ». Dans un premier temps , à son réveil Théophilia ne put s’empêcher de penser qu’il ne s’agissait que d’un simple rêve, cela ne pouvait être réel. Elle s’empressa de l’oublier durant la journée. Cependant, le lendemain soir elle ﬁt encore le même rêve. En plus, Manman Dilo se présenta. Elle lui dit qu’elle l’observait depuis un certain temps. Elle savait qu’elle était pauvre, et combien sa famille luttait pour survivre. Elle connaissait aussi son bon cœur, c’était pour cette raison qu’elle l’avait choisie. Ce peigne lui porterait chance. Cependant, il disparaitra le jour de sa mort. Elle devait se rendre au lever du jour à l’endroit où elle lavait habituellement son linge et faisait sa vaisselle. Le peigne était caché sous une pierre.
Cette fois-ci, elle comprit qu’il ne s’agissait pas d’un simple rêve, c’était une véritable invitation. Elle s’empressa de partager son rêve mystérieux avec sa maman qui lui interdit d’en parler à d’autres personnes sous peine de représailles de la part de Manman Dilo. Si elle avait été choisie, c’est qu’il y avait une raison, « Manman Dilo pa sa roune mentô, anga to pa fè sa i doumandé to mo piti ».
Sa mère décida de l’accompagner le surlendemain en prenant bien soin de se cacher, aﬁn que Manman Dilo ne puisse la voir. Elle voulait surtout veiller sur sa ﬁlle, tout en ayant enﬁn la chance de voir ce personnage légendaire évoqué au cours des veillées et qui inspirait la crainte.
Quand Théophilia arriva au lieu dit, le soleil venait à peine de se lever. Conﬁante et sachant que sa mère n'était pas trop loin, elle observa autour d'elle, point de Manman Dilo. Elle s'approcha lentement de la pierre, se baissa et la souleva. Elle découvrit un peigne qui brillait de mille feux . Elle s'empressa de le prendre. Au moment où elle s'apprêtait à quitter les lieux, elle entendit un bruit et se retourna. Elle vit une belle femme qui la regardait ﬁxement.

C'était une amérindienne. Elle lui ﬁt signe comme pour la remercier. Manman Dilo plongea. Théophilia vit sa longue queue de poisson. Sa maman eut aussi le temps de la voir. Le retour à la maison fut silencieux, ni l'une, ni l'autre n'osaient parler de ce qu'elles venaient de vivre. Depuis, Théophilia se coiffait chaque jour avec son peigne qui ne la quittait plus. Elle reconnaissait que c'était son porte-bonheur. Ses petits-enfants racontent qu'à la mort de Théophilia le peigne disparut. Ils ne le retrouvèrent point malgré leurs différentes tentatives de recherche.

### Représentation
La mère des eaux est représentée comme mi-femme, mi-poisson et vivrait dans les eaux. Elle fait partie du patrimoine immatériel local guyanais et est évoquée par de nombreux témoignages.
Elle constitue à ce jour une passerelle entre croyance ancestrale et rapport aux éléments naturels, incarnant la puissance féminine au-delà de la figure maternelle et protectrice que certains lui confère, et l'esprit de l'eau. C'est un personnage craint et admiré à la fois.
La transmission au fil des siècles de récits et contes autour de cette figure mystique témoigne d'une résistance des croyances ancestrales face au colonialisme.

## Origines
Le personnage de Manman Dilo serait d'un héritage culturel qui s'expliquerait par la période coloniale et la présence d'afro descendants sur ces terres.
En effet, cette figure populaire se retrouve dans les récits des différentes communautés résidentes de Guyane, dont ceux amérindiens, créoles et bushinengues, sous le nom de "Hune Ghanarg", "Touna Agueleu" ou encore "Mãe-D'agua".
Partagées par plusieurs peuples issus de la diaspora Africaine et de nombreux pays de l'Afrique de l'ouest, les origines de Manman Dilo ne sont pas clairement identifiées. Il descendrait peut-être de la légende ouest-africaine Mami Wata. Mais font partie du Tchenbwa, ou Candomblé, qui est un ensemble de croyances et pratiques magico-religieuses présente sur de nombreux territoires. Comme, au Brésil où Manman Dilo existe sous le nom de Iemanja ou Lemanja, ou Manman Dlo en Martinique et Guadeloupe, Erzulie ou Sirèn en Haïti, Madre de Agua ou Yemaya dans le Palo cubain, etc.
"Mais, il s'agirait à l'origine d'une divinité éwé (actuel Togo), incorporée dans le vodou béninois lors de l'expansion du royaume du Danhomè au XVIIIe siècle. Cette divinité se serait ensuite propagée à la fois vers l'Afrique centrale, et vers le Nouveau Monde. [...] Manman-dlo peut également être assimilée à l'òrìṣà Yemọja, vénérée par les Yorubas (actuel Nigeria)".

## Œuvres
"Manman Dilo" est une exposition créée par les artistes T2i et NouN, où différents médiums artistiques se croisent et s'expriment autour de ce mystérieux personnage. Ici, les artistes créent un imaginaire collectif avec des codes, des symboles, le tout à partir d'éléments esthétiques visuels et sonores inspirés de ce personnage mystique.
La première exposition voit le jour en Guyane, le 4 nov. au 2 déc. 2022 au Fort Diamant de Rémire-Montjoly (Guyane). Une prochaine exposition est à venir en 2023.
Depuis 2019, T2i et NouN ont fait émerger la volonté de travailler sur ce personnage mystique qui a voyagé entre l'Afrique, l'Amérique du Sud, les Caraïbes et l'Amérique du Nord. En 2016, le rappeur rouranais sortait un titre intitulé "Mère des Eaux" où ce dernier s'amusait à imaginer sa rencontre avec la mystérieuse créature, le tout à coup de rythmes et poésies (rap). En 2022, c'est avec un projet d'une toute autre envergure que le rappeur fruité continuera à s'exprimer sur cette légende locale en binôme avec l'artiste parisienne NouN. Après une première collaboration en 2019 pour l'exposition solo "Dans Les Yeux" de cette dernière, le binôme guyano-parisien continue à forger son univers commun avec des projets toujours plus ambitieux.
C'est en novembre 2022, qu'est sorti le titre "Manman Dilo" sur les plateforme de streaming.